# Yakkun Sakurazuka
Yakkun Sakurazuka (桜塚やっくん?, Sakurazuka Yakkun), pseudonimo di Yasuo Saitō (斎藤恭央?, Saitō Yasuo; Yokohama, 24 settembre 1976 – Mine, 5 ottobre 2013), è stato un cantante e doppiatore giapponese.

## Biografia
Prima di cambiare nome, Saitou faceva coppia con Kousuke Takeuchi in sketch comici.
Era anche conosciuto come Sukeban Kyoko, una ragazzina delinquente sempre in compagnia del suo shinai. È morto il 5 ottobre 2013 in seguito ad un incidente stradale a Mine.

## Doppiaggio
- Takuto Kira in Full Moon - Canto d'amore
- Raiden Hijikata in Inazuma Eleven
- Ryōsuke Sakakura in Zettai shōnen